# Drosophila cariouae
Drosophila cariouae este o specie de muște din genul Drosophila, familia Drosophilidae, descrisă de Tsacas în anul 1985.
Este endemică în Kenya. Conform Catalogue of Life specia Drosophila cariouae nu are subspecii cunoscute.